# Loxocera dispar
Loxocera dispar är en tvåvingeart som beskrevs av Mario Bezzi 1908. Loxocera dispar ingår i släktet Loxocera och familjen rotflugor.
Artens utbredningsområde är Eritrea. Inga underarter finns listade i Catalogue of Life.